# Sierakowice Prawe (gromada)
Sierakowice Prawe – dawna gromada, czyli najmniejsza jednostka podziału terytorialnego Polskiej Rzeczypospolitej Ludowej w latach 1954–1972.
Gromady, z gromadzkimi radami narodowymi (GRN) jako organami władzy najniższego stopnia na wsi, funkcjonowały od reformy reorganizującej administrację wiejską przeprowadzonej jesienią 1954 do momentu ich zniesienia z dniem 1 stycznia 1973, tym samym wypierając organizację gminną w latach 1954–1972.
Gromadę Sierakowice Prawe siedzibą GRN w Sierakowicach Prawych utworzono – jako jedną z 8759 gromad na obszarze Polski – w powiecie łowickim w woj. łódzkim, na mocy uchwały nr 33/54 WRN w Łodzi z dnia 4 października 1954. W skład jednostki weszły obszary dotychczasowych gromad Sierakowice Prawe i Sierakowice Lewe ze zniesionej gminy Łyszkowice w powiecie łowickim oraz obszar dotychczasowej gromady Borowiny ze zniesionej gminy Skierniewka w powiecie skierniewickim. 
1 stycznia 1955 gromadę włączono do powiatu skierniewickiego w tymże województwie, gdzie ustalono dla niej 14 członków gromadzkiej rady narodowej.
Gromadę zniesiono 1 stycznia 1959, a jej obszar włączono do gromady Mokra Prawa w tymże powiecie.